# Xian de Zhongmu
Le xian de Zhongmu (中牟县 ; pinyin : Zhōngmù Xiàn) est un district administratif de la province du Henan en Chine. Il est placé sous la juridiction de la ville-préfecture de Zhengzhou.

## Démographie
La population du district était de 665 275 habitants en 1999.